# 통감속편
통감속편(通鑑續編)은 경주시 양동마을에서 발견되었으며 경기도 성남시 분당구, 한국학중앙연구원에 위탁, 기증된 조선시대의 금속활자본 책이다. 1995년 3월 10일 대한민국의 국보 제283호로 지정되었다.

## 개요
원(元)편으로 중국 고대 반고씨부터 고신씨까지 그리고 당나라 천복 1년(901)에서 송(宋)나라 상흥 2년(1279)까지의 사적을 기록한 역사서이다. 이 책은 원나라 1361년에 중국에서 발간된 적이 있고, 그후 60년만에 우리나라에서 찍어냈다. 이 책의 크기는 가로 18.3cm, 세로 29.2cm이다. 
판본은 권말에 있는 변계량의 주자발(鑄字跋)에 의하면, 세종 2년(1420) 11월에 공조참찬 이천에게 명하여 새로운 활자를 만들어서 인쇄한 경자자본으로서 세종 4년(1422)에 간행된 것이며, 서, 목록, 서례는 계미자이다. 권말에 있는 변계량의 주자발은 『통감속편』 외에도 『세종실록』 권18, 『춘정집』 권12, 『동문선』 권103에 실려있다. 
이 책은 서지학 및 고인쇄기술사를 연구하는데 매우 귀중한 자료가 된다.

## 참고 자료
- 통감속편 - 국가유산청 국가유산포털